# Aniseia argentina
Aniseia argentina là một loài thực vật có hoa trong họ Bìm bìm. Loài này được (N.E. Br.) O'Donell mô tả khoa học đầu tiên năm 1950.